# Badin (Paquistão)
Badin (em urdu:  بدین) é uma localidade do Paquistão, na província de Sind.

## Demografia
Segundo estimativas de 2010, contava com 63045 habitantes.